# Олексіївська сільська рада (Амвросіївський район)
| Олексіївська сільська рада — колишній орган місцевого самоврядування у Амвросіївському районі Донецької області з адміністративним центром у с Олексіївське. Сільській раді підпорядковані населені пункти: - с. Олексіївське - с. Григорівка - с. Комишуваха - с. Новопетрівське - с. Новоукраїнське - с. Семенівське |

## Склад ради
Рада складається з 12 депутатів та голови.

## Керівний склад сільської ради
| ПІБ                            | Основні відомості                                                         | Дата обрання | Дата звільнення |
| ------------------------------ | ------------------------------------------------------------------------- | ------------ | --------------- |
| Гергало Анатолій Володимирович | Сільський голова, 1957 року народження, освіта, член Партії регіонів      | 26.03.2006   | 31.10.2010      |
| Гергало Анатолій Володимирович | Сільський голова, 1957 року народження, освіта вища, член Партії регіонів | 31.10.2010   |                 |

Примітка: таблиця складена за даними джерела